# Elijah Hise Norton
Elijah Hise Norton (* 21. November 1821 in Russellville, Logan County, Kentucky; † 6. August 1914 in Platte City, Missouri) war ein US-amerikanischer Jurist und Politiker. Zwischen 1861 und 1863 vertrat er den Bundesstaat Missouri im US-Repräsentantenhaus.

## Werdegang
Elijah Norton besuchte die öffentlichen Schulen seiner Heimat und das Centre College in Danville. Nach einem anschließenden Jurastudium an der Transylvania University in Lexington und seiner 1845 erfolgten Zulassung als Rechtsanwalt begann er in Platte City in diesem Beruf zu arbeiten. Im Jahr 1850 wurde Norton Bezirksstaatsanwalt; zwischen 1852 und 1860 war er Bezirksrichter.
Politisch war Norton Mitglied der Demokratischen Partei. Bei den Kongresswahlen des Jahres 1860 wurde er im vierten Wahlbezirk von Missouri in das US-Repräsentantenhaus in Washington, D.C. gewählt, wo er am 4. März 1861 die Nachfolge von James Graig antrat. Da er im Jahr 1862 nicht bestätigt wurde, konnte er bis zum 3. März 1863 nur eine Legislaturperiode im Kongress absolvieren. Diese war von den Ereignissen des Bürgerkrieges geprägt.
Im Jahr 1875 war Norton Delegierter auf einer Versammlung zur Überarbeitung der Staatsverfassung von Missouri. Von 1876 bis 1879 fungierte er als Richter am Supreme Court of Missouri; danach praktizierte er wieder als Anwalt. Elijah Norton starb am 6. August 1914 in Platte City, wo er auch beigesetzt wurde.